# Асабалиев, Магомед Хадисович
Магомед Хадисович Асабалиев (1983, Махачкала, Дагестанская АССР, РСФСР, СССР) — российский тайбоксер, бронзовый призёр чемпионата мира.

## Спортивная карьера
Тайским боксом занимается с 1996 года. Является воспитанником махачкалинского СДЮСШВЕ и школы «Скорпион», занимался под руководством Анварбека Амиржанова. В апреле 2004 года в Таиланде завоевал бронзовую медаль чемпионата мира. В апреле 2006 года в Сочи стал обладателем Кубка России. В марте 2020 года в социальных сетях была размещена информация о том, Асабалиев  контактировал с гражданкой, зараженной коронавирусом, однако выяснилось, что он не заразился и абсолютно здоров.

## Достижения
- Кубок России по тайскому боксу 2004 — ;
- Чемпионат мира по тайскому боксу 2006 — ;

## Личная жизнь
В 2000 году окончил среднюю школу № 10 в Махачкале. 